# 5000m 달리기 대한민국 기록 추이

## 남자
남자 5000m 달리기 대한민국 기록 추이는 다음과 같다.
| # | 기록         | 차이     | 선수   | 소속     | 날짜         | 대회명                                 | 개최 도시           | 경기장        | 주석 및 기타     | 동영상 |
| 1 | 17분 14초 0  |          | 강찬우 | 경성     | 1926. 10. 05 | 조선신궁대회                           |                     |               |                  |        |
|   | 16분 42초 0  |          | 최경락 | 경성     | 1927. 07. 27 | 동경유학생모국방문대회                 |                     |               |                  |        |
|   | 16분 32초 6  |          | 곽석근 | 경성     | 1929. 10. 05 | 조선신궁대회                           |                     |               |                  |        |
|   | 16분 05초 0  |          | 변용환 | 평남     | 1930. 10. 11 | 조선신궁대회                           |                     |               |                  |        |
|   | 16분 00초 0  |          | 손기정 | 양정고보 | 1932. 05. 08 | 오륜예선                               |                     |               |                  |        |
|   | 15분 37초 0  |          | 김은배 | 조대     | 1933. 04. 22 | 관동육상선수권대회                     |                     |               |                  |        |
|   | 15분 24초 0  |          | 유장춘 | 조선     | 1936. 04. 13 | 오륜후보기록회                         |                     |               |                  |        |
|   | 15분 19초 4  |          | 한일진 | 경성     | 1941. 07. 19 | 동경유학생-겅성대항전                  |                     |               |                  |        |
|   | 15분 07초 8  |          | 최윤칠 | 경복중   | 1948. 10. 02 | 중등대항대회                           |                     |               |                  |        |
|   | 15분 00초 0  |          | 최윤칠 | 경복중   | 1949. 06. 08 | 학도체육대회서울예선                   |                     |               |                  |        |
|   | 14분 41초 8  |          | 한승철 | 한국     | 1958. 05. 24 | 아시아대회                             |                     |               |                  |        |
|   | 14분 40초 5  |          | 이명정 | 한국전력 | 1968. 07. 29 | 공인 기록회                            | 대한민국 서울특별시 |               | 종전 14분 40초 6 |        |
|   | 14분 40초 4  | - 0.1초  | 박봉근 | 해군     | 1970. 05. 24 | 제24회 전국 남녀 육상 경기 선수권 대회 | 대한민국 서울       | 서울 운동장   | [ 2 ]            |        |
|   | 14분 35초 8  |          | 박봉근 | 해군     | 1970. 12. 09 | 아시아대회                             |                     |               |                  |        |
|   | 14분 33초 4  | - 2.4초  | 오태식 | 백화양조 | 1974. 04. 27 | 육상 경기 시즌 오픈 대회               | 대한민국 서울특별시 | 서울운동장    | 종전 47.90       |        |
|   | 14분 32초 2  | - 1.2초  | 오태식 | 백화양조 | 1974. 06. 23 | 종별선수권대회                         | [ 4 ] [ 5 ]         |               |                  |        |
|   | 14분 26초 4  | - 5.8초  | 황규훈 | 건국대   | 1975. 11. 05 | 전국 시도 대항 육상 선수권 대회        | 대한민국 서울       | 서울 운동장   | [ 6 ]            |        |
|   | 14분 21초 4  | - 5.0초  | 박원근 | 충남     | 1976. 10. 14 | 제57회 전국체육대회                    | 대한민국 부산       | 구덕 경기장   | [ 7 ]            |        |
|   | 14분 15초 9  |          | 정붕교 | 조폐공사 | 1977 10. 28  | 종합선수권대회                         |                     |               |                  |        |
|   | 14분 05초 0  |          | 박경덕 | 삼성전자 | 1980. 10. 31 | 종합선수권대회                         |                     |               |                  |        |
|   | 13분 57초 33 |          | 박원근 | 육삼사   | 1981. 06. 05 | 아시아선수권대회                       |                     |               |                  |        |
|   | 13분 50초 63 |          | 김종윤 | 계명대   | 1986. 09. 29 | 아시아대회                             |                     |               |                  |        |
|   | 13분 50초 35 | - 0.28초 | 백승도 | 서울시청 | 1987. 10. 02 | 제1회 한국 육상 그랑프리 대회          | 대한민국 서울       | 잠실 주경기장 | [ 8 ]            |        |
|   | 13분 49초 99 | - 0.36초 | 지영준 | 코오롱   | 2006. 06. 10 | 호크렌 디스턴스 챌린지 대회            | 일본 홋카이도       |               | 4위              |        |
|   | 13분 42초 98 | - 7.01초 | 백승호 | 건국대   | 2010. 07. 17 | 호크렌 디스턴스 챌린지대회 6차 레이스  | 일본 아바시리시     |               | [ 9 ]            |        |

## 여자
여자 5000m 달리기 대한민국 기록 추이는 다음과 같다.
| # | 기록         | 차이      | 선수           | 소속         | 날짜         | 대회명                                 | 개최 도시     | 경기장                | 주석 및 기타                             | 동영상                            |
|   | 16분 32초 41 |           | 오정희         | 코오롱       | 1997. 06. 19 | 제26회 전국 종별 육상 경기 선수권 대회 | 서울          | 잠실 주경기장         | 2위 강순덕도 16분 25초 17로 신기록 작성  | 종전 16분 37초 65 박현희 95년 4월 |
|   | 16분 10초 49 | - 21.82초 | 권은주         | 경북육상연맹 | 1997. 06. 19 | 제26회 전국 종별 육상 선수권 대회      | 서울          | 잠실주경기장          | 종전 16분 37초 65 박현희 95년 4월        |                                   |
|   | 16분 07초 52 | - 02.97초 | 권은주         | 경북육상연맹 | 1997. 10. 11 | 제78회 전국 체육 대회                  | 창원          | 창원 종합 운동장      | 종전 16분 37초 65 박현희 95년 4월        |                                   |
|   | 15분 54초 44 | - 13.08초 | 이은정         | 충남도청     | 2004. 10. 10 | 제85회 전국 체육 대회                  |               |                       | 2위 강순덕도 16분 02초 48로 신기록 작성. |                                   |
|   | 15분 42초 62 | - 11.82초 | 이은정         | 삼성전자     | 2005. 06. 25 | 호크랜장거리챌린지대회-시베츠대회      |               |                       |                                          |                                   |
|   | 15분 41초 67 | - 0.95초  | 이은정         | 삼성전자     | 2005. 09. 03 | 제16회 아시아 육상 선수권 대회         | 대한민국 인천 | 문학 경기장           | 2위                                      |                                   |
|   | 15분 38초 60 | - 03.07초 | 염고은         | 김포제일고   | 2010. 05. 10 | 제39회 전국 종별 육상 선수권대회       | 대한민국 창원 | 창원 종합 운동장      | 여고부 결선                              |                                   |
|   | 15분 34초 17 | - 04.43초 | 김도연, 정다은 | K-water      | 2017. 07. 13 | 디스턴스 챌린지 2017 4차 대회          | 일본 홋카이도 | 아바시리시 육상경기장 | 디스턴스 챌린지 2017 4차 대회            |                                   |

## 같이 보기
- 남자 5000m 달리기 세계 기록 추이
- 여자 5000m 달리기 세계 기록 추이